# Lockheed S-3 Viking
O Lockheed S-3 Viking é um avião a jato militar que foi usado pela marinha dos Estados Unidos por três décadas, até ser aposentado no começo dos anos 2000. Ele foi usado para vigilância submarina, guerra eletrônica e reabastecimento aéreo.